# Empidonax atriceps
Empidonax atriceps е вид птица от семейство Tyrannidae.

## Разпространение
Видът е разпространен в Коста Рика и Панама.